# Brian Chumney
Brian Chumney (* 21. Mai 1975 in Nashville) ist ein US-amerikanischer Toningenieur.

## Karriere
Chumney studierte an der Middle Tennessee State University und lobte später das Teamwork an der Institution. Er begann seine Karriere 1983 mit dem Film Die Outsider von Francis Ford Coppola. Darauf folgten über 90 Filmproduktionen in verschiedensten Funktionen im Tonbereich. Im Jahr 2011 wurde er erstmals für einen Golden Reel Award des Branchenverbandes Motion Picture Sound Editors für seine Arbeit an Tron: Legacy nominiert. Für diesen Preis wurde er noch mehrere Male nominiert und konnte ihn 2016 für Bridge of Spies – Der Unterhändler und 2018 für Carne y arena gewinnen. Erfolgreich war auch seine Mitarbeit an West Side Story, für den er 2021 bei der Oscarverleihung 2022 zusammen mit Tod A. Maitland, Shawn Murphy, Andy Nelson und Gary Rydstrom in der Kategorie Bester Ton nominiert wurde. Ähnlichen Erfolg hatte er 2024 mit Der wilde Roboter von Regisseur Chris Sanders. Hier wurde er für den Oscar zusammen mit Randy Thom, Gary A. Rizzo und Leff Lefferts nominiert.
Chumney arbeitet bei Skywalker Sound.

## Filmografie (Auswahl)
- 1983: Die Outsider
- 2001: Haiku Tunnel
- 2008: Unsere Ozeane
- 2010: Alice im Wunderland
- 2010: Tron: Legacy
- 2010: Drachenzähmen leicht gemacht
- 2010: Arrietty – Die wundersame Welt der Borger
- 2010: Die Geschichte vom Knochenräuber-Drachen
- 2012: John Carter – Zwischen zwei Welten
- 2013: Die Monster Uni
- 2013: Die Croods
- 2014: Hum (Kurzfilm)
- 2014: Drachenzähmen leicht gemacht 2
- 2014: Scouts Honor: Inside a Marching Brotherhood
- 2015: Home – Ein smektakulärer Trip
- 2015: Minions
- 2015: Keith Richards: Under the influence
- 2015: Crimson Peak
- 2015: Bridge of Spies – Der Unterhändler
- 2015: The Revenant – Der Rückkehrer
- 2016: Angry Birds – Der Film
- 2017: Cars 3: Evolution
- 2017: Die Verlegerin
- 2017: Carne y arena
- 2018: I Am the White Tiger (Produktion)
- 2019: Drachenzähmen leicht gemacht 3: Die geheime Welt
- 2019: Angry Birds 2 – Der Film
- 2020: Die Croods – Alles auf Anfang
- 2021: West Side Story
- 2021: Hawkeye (Fernsehserie, 6 Folgen)
- 2022: Top Gun: Maverick
- 2022: Paws of Fury: Die Legende von Hank
- 2022: Die Fabelmans
- 2023: Indiana Jones und das Rad des Schicksals
- 2023: Milli Vanilli
- 2023: Ruby taucht ab
- 2023: Carol Doda Topless at the Condor
- 2023: Origin
- 2024: Ultraman: Rising
- 2024: The Acolyte (Fernsehserie, 8 Folgen)
- 2024: Der wilde Roboter

## Auszeichnungen (Auswahl)
- 2011: Golden-Reel-Award-Nominierung in der Kategorie Bester Tonschnitt für Tron: Legacy
- 2014: Golden-Reel-Award-Nominierungen in der Kategorie Bester Tonschnitt für Die Monster Uni und Die Croods
- 2015: Golden-Reel-Award-Nominierung in der Kategorie Bester Tonschnitt für Drachenzähmen leicht gemacht 2
- 2016: Golden-Reel-Award-Nominierungen in der Kategorie Bester Tonschnitt für The Revenant – Der Rückkehrer, Minions, Keith Richards: Under the Influence und Auszeichnung für Bridge of Spies – Der Unterhändler
- 2018:  Golden-Reel-Award in der Kategorie Bester Tonschnitt für Carne y arena
- 2020:  Golden-Reel-Award-Nominierungen in der Kategorie Bester Tonschnitt für Drachenzähmen leicht gemacht 3: Die geheime Welt
- 2021:  Golden-Reel-Award-Nominierungen in der Kategorie Bester Tonschnitt für Die Croods – Alles auf Anfang
- 2022: AMPS-Award-Nominierung in der Kategorie Bester Ton in einem Spielfilm für West Side Story
- 2022: BAFTA-Nominierung in der Kategorie Bester Ton für West Side Story
- 2022: Oscar-Nominierung in der Kategorie Bester Ton für West Side Story
- 2025: CIC-Award-Nominierung in der Kategorie Bester Ton für Der wilde Roboter
- 2025: Golden Reel Award in der Kategorie Bester Tonschnitt für Der wilde Roboter
- 2025: Oscar-Nominierung in der Kategorie Bester Ton für Der wilde Roboter